# ナタリー・ディラミア
ナタリー・ディラミア（Natalie Delamere、1996年11月9日 - ）は、ニュージーランドの女子ラグビー選手。

## プロフィール
- ニュージーランド・ムルパラ出身[1]。
- ポジションはフッカー(HO)。
- 身長 171cm、体重 82kg
- 女子ニュージーランド代表キャップは2（2022年11月現在）。

## 略歴
2022年、ラグビーワールドカップ2021の女子ニュージーランド代表に選ばれて、ブラックファーンズ2大会連続優勝に貢献。